# 1re division de cavalerie (Allemagne)
La 1re division de cavalerie (en allemand : 1. Kavallerie-Division ) était une unité de cavalerie du Troisième Reich formée en octobre 1939. Elle a combattu aux Pays-Bas, en Belgique, en France et sur le front oriental, avant d'être dissoute à la fin de 1941 pour être transformée en division blindée, la 24. Panzerdivision qui sera détruite à Stalingrad puis reformée.

## Historique opérationnel
Bien que la Reichswehr comprît un fort taux d'unités à cheval (3 divisions sur 10), dont la 1re division de cavalerie prussienne, la 1. Kavallerie-Division était la seule grande unité allemande de cette Arme au début de la Seconde Guerre mondiale. Elle est issue de la 1re brigade de cavalerie qui combattit en Pologne.

La campagne en Europe occidentale débute pour l'unité aux Pays-Bas (bataille de l'Afsluitdijk), avant qu'elle ne soit affectée à la 4ème armée et envoyée en France. La division traverse la Somme le 7 juin 1940. Les 18 et 19 juin, elle combat autour de Saumur, haut lieu de la Cavalerie française, et tente de s'emparer d'un pont sur la Loire. La division atteint La Rochelle à la fin des combats.
Après la capitulation française, la division est cantonnée en France jusqu’au début de l’été de 1941, puis est transférée à l’est en préparation de l’attaque contre l’Union soviétique et affectée au XXIVe Corps d'armée.  La division combat dans le secteur sud du front, participant aux actions menées autour des fleuves Berezina et Dniepr, notamment dans le but de protéger le flanc sud de la 2ème Armée panzer et de nettoyer les marais du Pripet des unités contournées de l’Armée rouge.
La division est retirée dans l'est de la France en novembre 1941 en vue de sa dissolution, ses 17 000 chevaux étant transférés à des divisions d'infanterie. Le dernier défilé de l'unité eut lieu à Gomel le 5 novembre, puis elle est dissoute officiellement le 28 novembre 1941 et refondée le même jour sous le nom de 24.Panzer-Division avec le même commandant, le général de cavalerie Kurt Feldt, et un emblème rappelant clairement ses origines.  
Si le combat à cheval apparaît obsolète durant le conflit, l'unité ne sera ni la seule, ni la dernière de ce type à être déployée par l'armée allemande : outre les 3e et 4e divisions de cavalerie tardivement formées furent engagées des divisions de cosaques et de cavalerie SS, dont la SS-Kavallerie Division Florian Geyer. Elle ne doit pas de plus être confondue avec la 1re division légère (1. leichte Division) appartenant aussi à la Cavalerie.

## Ordre de bataille

Fanion d'un régiment de cavalerie.

- 1. Kavalleriebrigade (1re brigade de cavalerie)
  - 1. Kavallerieregiment (1er régiment de cavalerie)
  - 2. Kavallerieregiment (2e régiment de cavalerie)
- 2. Kavalleriebrigade (2e brigade de cavalerie)
  - 21. Kavallerieregiment (21e régiment de cavalerie)
  - 22. Kavallerieregiment (22e Régiment de Cavalerie)Cavaliers allemands lors de la bataille de France.

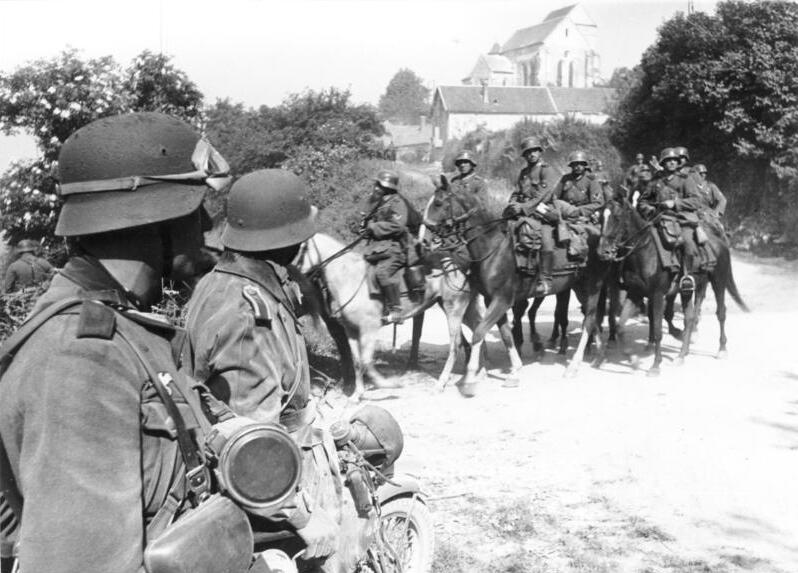
Cavaliers allemands lors de la bataille de France.

- 1. Montiertes Artillerie-Regiment (1er régiment d'artillerie à cheval)
  - 1. Bataillon (1er Bataillon)
  - 2. Bataillon (2e Battalion)
- 1. Fahrradbataillon (1er bataillon de bicyclettes)
- 40. Panzer-Zerstörer-Bataillon (40e bataillon de chasseurs de chars)
- 40. Ingenieurbataillon (40e Bataillon du génie)
- 86. Signalbataillon (86e Bataillon de transmissions)
- 40. groupe logistique divisionnaire.